# Relatório Dawson
O Relatório sobre a futura prestação de serviços médicos e afins, cujo título original, em inglês, é Report on the Future Provision of Medical and Allied Services, também conhecido como Relatório Dawson, foi um documento encomendado pelo Ministro da Saúde inglês, Christopher Addison, a um comitê presidido pelo médico Sir Bertrand Dawson, com a finalidade de produzir uma proposta de organização dos serviços de saúde no país. O texto foi publicado em 1920 e estabeleceu um plano detalhado para uma rede de "Centros de Saúde" primários e secundários, pequenas unidades de saúde locais interligadas a hospitais distritais e regionais, além de fornecer projetos arquitetônicos para os diferentes tipos de centros, dentre outras orientações. O relatório teve grande influência nos debates sobre o National Health Service, quando este foi criado em 1948, e é considerado uma referência para a organização dos sistemas de saúde modernos, introduzindo ideias como hierarquização, regionalização e rede de atenção à saúde.